# Os repülőtér
Az Os repülőtér (kirgiz nyelven: Ош эл аралык аэропорту) (IATA: OSS, ICAO: UAFO) Kirgizisztán egyik nemzetközi repülőtere, amely Os közelében található. Éves utasforgalma 1 499 561 fő (2019).

## Futópályák
A repülőtér futópályái:
- 12/30

## Forgalom
Az utasforgalom az elmúlt években az alábbi módon változott:
| Utasok száma | 1 253 914 | 1 253 914 | 1 210 576 | 1 409 768 | 1 403 622 | 1 499 561 |
|              | 2014      | 2015      | 2016      | 2017      | 2018      | 2019      |

## Légitársaságok és úticélok
| Légitársaság         | Célállomások |
| -------------------- | --- |
| Aeroflot             | Moscow–Sheremetyevo |
| Air Arabia           | Sharjah |
| Air Kyrgyzstan       | Abakan, Bishkek |
| Air Manas            | Bishkek |
| Avia Traffic Company | Bishkek, Irkutsk, Krasnoyarsk–International, Moszkva–Domogyedovo, Moscow–Zhukovsky, Novosibirsk, St. Petersburg, Surgut, Yekaterinburg                                                                     |
| Jazeera Airways      | Kuwait City |
| Nordwind Airlines    | Astrakhan, Samara, Tyumen, Ufa |
| Pegasus Airlines     | Istanbul–Sabiha Gökçen |
| Qazaq Air            | Almaty |
| S7 Airlines          | Moszkva–Domogyedovo, Novosibirsk |
| SalamAir             | Muscat |
| TezJet Airlines      | Bishkek |
| Ural Airlines        | Anapa, Chelyabinsk, Kazan, Krasnodar, Krasnoyarsk–International, Moszkva–Domogyedovo, Moscow–Zhukovsky, Nizhnevartovsk, Nizhny Novgorod, Sochi, St. Petersburg, Tyumen, Volgograd, Voronezh, Yekaterinburg |